# Calender
Calender är en EP av det svenska indierockbandet Starmarket, utgiven 1996 på Dolores Recordings.

## Låtlista
1. "Wither"
2. "Everybody's Gone"
3. "North"
4. "Hate You Still"
5. "LosingTrack"
6. "Sell Your Friends"
7. "Into the Well"

## Personal
- Patrik Bergman - bas
- Fredrik Brändström - gitarr, sång
- Pelle Henricsson - mastering, mixning, inspelning
- Eskil Lövström - mastering, mixning, inspelning
- Johan Sellman - gitarr
- Magnus Öberg - trummor

### Fotnoter
1. ↑  ”Calender”. Discogs.com. http://www.discogs.com/Starmarket-Calender/release/1327964. Läst 1 april 2012.